# Lucio Sangermano
Lucio Sangermano (Firenze, 11 agosto 1932 – Firenze, 26 ottobre 2014) è stato un velocista italiano.

## Biografia
Dopo l'attività sportiva in ambito scolastico, si tesserò per l'ASSI Giglio Rosso, società di atletica leggera di Firenze, dove trascorrerà tutta la carriera agonistica, dal 1951 al 1957.
Esordì con la maglia della nazionale a Zagabria il 5 ottobre 1952, classificandosi al secondo posto nei 100 metri piani e al terzo nei 200 metri piani, andando invece a vincere la staffetta 4×100 metri con Vittori, Montanari e Jacob.
Lo stesso anno prese parte ai Giochi olimpici di Helsinki, ma venne eliminato durante le fasi di qualificazione.
Nel 1953 vinse il titolo di campione italiano nei 200 metri piani con il tempo di 21"8, mentre nel 1957 fu campione italiano della staffetta 4×100 metri, sempre con la maglia dell'ASSI Giglio Rosso.
Nel 1954 partecipò ai campionati europei di Berna, piazzandosi in quinta posizione nella staffetta 4×100 metri con Wolfango Montanari, Sergio D'Asnach, e Luigi Gnocchi.
In carriera collezionò numerosi titoli regionali sui 100 e 200 metri, oltre che diverse vittorie in meeting nazionali.
Nel 1957 cessò l'attività ad alto livello per intraprendere l'attività di avvocato. Nel 1965 divenne padre di Antonio, poi noto pubblico ministero.

## Palmarès
| Anno | Manifestazione  | Sede     | Evento                | Risultato     | Prestazione | Note  |
| ---- | --------------- | -------- | --------------------- | ------------- | ----------- | ----- |
| 1952 | Giochi olimpici | Helsinki | 200 metri             | elim. qualif. | 22"1        |       |
| 1954 | Europei         | Berna    | Staffetta 4×100 metri | 5º            | 41"0        | [ 2 ] |

## Campionati nazionali
- 1 volta campione italiano assoluto nei 200 metri piani (1953)
- 1 volta campione italiano assoluto nella staffetta 4×100 metri (1957)

1953
- Oro ai campionati italiani assoluti di atletica leggera, 200 metri piani - 21"8
- Argento ai campionati italiani assoluti, 100 metri piani - 10"9
- Argento ai campionati italiani assoluti, staffetta 4x100 m - 42"8

1957
- Oro ai campionati italiani assoluti di atletica leggera, staffetta 4×100 metri - 42"1 (con Luciano Mengoni, Gianfranco Cordella e Domenico Massaccesi)